# Nathan Porges
Nathan Porges (* 21. Dezember 1848 in Proßnitz, Mähren; † 27. August 1924 in Würzburg) war ein österreichisch-deutscher Rabbiner.
Nathan Porges wurde als Sohn von Bernhard Porges und Caroline Hirsch in Proßnitz (Prostějov) in Mähren geboren. Er wuchs in seiner Geburtsstadt auf und besuchte das Gymnasium in Olmütz. Porges studierte in Breslau und wurde 1869 an der Universität Breslau promoviert sowie am Jüdisch-Theologischen Seminar in Breslau zum Rabbiner ordiniert. Porges war als Rabbiner in Nakel (Nakło nad Notecią), Mannheim, Pilsen, Karlsbad und Leipzig tätig. In Leipzig war Porges als Nachfolger von A. M. Goldschmidt von 1888 bis 1917 Rabbiner der Reformgemeinde. Sein Nachfolger war Felix Goldmann. 1913 wurde Porges zum Professor der Universität Leipzig ernannt. Porges war Präsident der Leipzig-Loge von B’nai B’rith und Direktor der Liberalen Religionsschule.
Porges galt als ausgezeichneter Kenner der hebräischen Sprache. Er veröffentlichte zahlreiche Beiträge in Zeitschriften wie der Revue des Études Juives, der Monatsschrift für Geschichte und Wissenschaft des Judentums, der Zeitschrift für Hebräische Bibliographie und dem Centralblatt für Bibliothekswesen. 
Porges ist Autor mehrerer Bücher, u. a.
- Über die Verbalstammbildung in den Semitischen Sprachen, Wien, 1875
- Bibelkunde und Babelfunde, Leipzig, 1903
- Kant und das Judentum (gemeinsam mit Julius Guttmann), 1908
- Joseph Bechor Schor (gemeinsam mit Julius Guttmann), 1908

Porges war mit Rosalie Friedmann, Tochter von Rabbiner Dr. Bernhard Friedmann and Auguste Kastan, verheiratet. Das Paar hatte neun Kinder. Der älteste Sohn Joseph wanderte nach Australien aus, wo er eine nichtjüdische Frau heiratete, weshalb Nathan Porges den Kontakt zu ihm abbrach. Vier seiner Söhne starben im Ersten Weltkrieg.
Nathan Porges zog nach seiner Pensionierung nach Würzburg, wo er 1924 starb. Nathan und Rosalie Porges sind auf dem Alten Jüdischen Friedhof in der Berliner Straße in Leipzig begraben.